# Orientierungslauf-Juniorenweltmeisterschaften 1997
Die 8. Orientierungslauf-Juniorenweltmeisterschaften fanden vom 7. Juli bis 13. Juli 1997 in der Gegend um Leopoldsburg in Belgien statt.

## Junioren

### Kurzdistanz
| Platz | Land | Athlet            | Zeit      |
| ----- | ---- | ----------------- | --------- |
| 1     | NOR  | Jørgen Rostrup    | 23:31 min |
| 2     | SWE  | Per Öberg         | 23:33 min |
| 2     | SWE  | Rikard Gunnarsson | 23:33 min |
| 4     | SWE  | Jonas Pilblad     | 23:53 min |
| 5     | DEN  | Claus Bobach      | 24:04 min |
| 6     | SUI  | Hubert Klauser    | 24:29 min |
| 7     | FIN  | Ilkka Leppävuori  | 24:39 min |
| 8     | GBR  | Sigmund Gould     | 24:45 min |

Kurzdistanz:

Ort: Wyervlakte

Länge: 5,0 km

Steigung:

Posten: 18

### Langdistanz
| Platz | Land | Athlet         | Zeit      |
| ----- | ---- | -------------- | --------- |
| 1     | SWE  | Johan Modig    | 1:00:51 h |
| 2     | CZE  | Vladimír Lučan | 1:03:33 h |
| 3     | SVK  | Marián Dávidík | 1:04:10 h |
| 4     | SWE  | Mats Troeng    | 1:04:28 h |
| 5     | NOR  | Jørgen Rostrup | 1:04:35 h |
| 6     | SWE  | Per Öberg      | 1:05:25 h |
| 7     | SWE  | Jonas Pilblad  | 1:05:37 h |
| 8     | CZE  | Michal Horáček | 1:06:03 h |

Langdistanz:

Ort: Gruitrode

Länge: 11,92 km

Steigung:

Posten: 22

### Staffel
| Platz | Land | Athleten                                         | Zeit      |
| ----- | ---- | ------------------------------------------------ | --------- |
| 1     | SWE  | Jonas Pilblad Johan Modig Per Öberg              | 2:09:42 h |
| 2     | CZE  | Lukáš Přinda Michal Horáček Vladimír Lučan       | 2:14:34 h |
| 3     | SVK  | František Libant Igor Patráš Marián Dávidík      | 2:14:51 h |
| 4     | NOR  | Anders Nordberg Hans Gunnar Omdal Jørgen Rostrup | 2:14:55 h |
| 5     | UKR  | Jakow Sidjarenko Witali Gawrilenko Maxim Stelmah | 2:14:58 h |
| 6     | FIN  | Samuli Salmenoja Jonne Lakanen Ilkka Leppävuori  | 2:15:31 h |
| 7     | SUI  | Robert Feldmann Corsin Calouri Hubert Klauser    | 2:16:09 h |
| 8     | GER  | Alexander Lubina Peter Legat Ingo Horst          | 2:18:20 h |

Staffel:

Ort: de Hechtelse duinen

## Juniorinnen

### Kurzdistanz
| Platz | Land | Athletin            | Zeit      |
| ----- | ---- | ------------------- | --------- |
| 1     | FIN  | Hanna Heiskanen     | 24:17 min |
| 2     | CZE  | Kateřina Mikšová    | 24:43 min |
| 3     | FIN  | Heli Jukkola        | 24:46 min |
| 4     | SWE  | Karolina Samuelsson | 25:00 min |
| 5     | RUS  | Tatjana Pereljajewa | 25:01 min |
| 6     | SUI  | Simone Luder        | 25:06 min |
| 7     | CZE  | Eva Juřeníková      | 25:36 min |
| 8     | SWE  | Emma Engstrand      | 25:38 min |

Kurzdistanz:

Ort: Wyervlakte

Länge: 4,2 km

Steigung:

Posten: 14

### Langdistanz
| Platz | Land | Athletin         | Zeit      |
| ----- | ---- | ---------------- | --------- |
| 1     | SUI  | Simone Luder     | 53:36 min |
| 2     | FIN  | Hanna Heiskanen  | 54:42 min |
| 3     | SUI  | Regula Hulliger  | 56:00 min |
| 4     | FIN  | Riina Kuuselo    | 57:28 min |
| 5     | SWE  | Jenny Johansson  | 57:49 min |
| 6     | CZE  | Eva Juřeníková   | 58:04 min |
| 7     | FIN  | Paula Haapakoski | 59:02 min |
| 8     | CZE  | Kateřina Mikšová | 59:27 min |

Langdistanz:

Ort: Gruitrode

Länge: 7,82 km

Steigung:

Posten: 17

### Staffel
| Platz | Land | Athletinnen                                               | Zeit      |
| ----- | ---- | --------------------------------------------------------- | --------- |
| 1     | SWE  | Emma Engstrand Jenny Johansson Catarina Asp               | 2:06:59 h |
| 2     | CZE  | Zuzana Macúchová Vendula Klechová Michaela Skoumalová     | 2:10:47 h |
| 3     | SUI  | Sara Wegmüller Regula Hulliger Simone Luder               | 2:11:33 h |
| 4     | RUS  | Anastassija Plodowitowa Elisabet Kuznezowa Galina Galkina | 2:16:23 h |
| 5     | FIN  | Riina Kuuselo Heli Jukkola Hanna Heiskanen                | 2:17:17 h |
| 6     | NOR  | Karine Nordstrand Randi Høilund Aasne Fenne Hoksrud       | 2:17:32 h |
| 7     | EST  | Anu Annus Lilia Värton Mirja Randoja                      | 2:21:11 h |
| 8     | HUN  | Eszter Zsebeházy Ágnes Szigeti Katalin Hecz               | 2:25:05 h |

Staffel:

Ort: de Hechtelse duinen

## Medaillenspiegel
| Platz | Land       | Gold | Silber | Bronze | Gesamt |
| ----- | ---------- | ---- | ------ | ------ | ------ |
| 1     | Schweden   | 3    | 2      | –      | 5      |
| 2     | Finnland   | 1    | 1      | 1      | 3      |
| 3     | Schweiz    | 1    | –      | 2      | 3      |
| 4     | Norwegen   | 1    | –      | –      | 1      |
| 5     | Tschechien | –    | 4      | –      | 4      |
| 6     | Slowakei   | –    | –      | 2      | 2      |